# Tachykardia
Tachykardia, częstoskurcz (łac. tachycardia) – przyspieszenie akcji serca powyżej 100 uderzeń na minutę.
Tachykardię można podzielić na tachykardię zatokową, częstoskurcz nadkomorowy, migotanie i trzepotanie przedsionków, częstoskurcz komorowy, tachykardię węzłową i zespół posturalnej tachykardii ortostatycznej. 
Tachykardia nie zawsze jest objawem choroby. Najczęściej akcja serca przyspiesza z powodu działania katecholamin powstających w wyniku emocji lub wysiłku fizycznego (tachykardia zatokowa).